# Borowickaja
Borowickaja (ros. Боровицкая) – stacja moskiewskiego metra linii Sierpuchowsko-Timiriaziewskiej (kod 140). Przez dwa lata pełniła funkcję stacji końcowej. Wyjścia prowadzą na ulice Mochowaja i plac Borowitskij. Stanowi część największego kompleksu przesiadkowego w systemie metra, istnieje tutaj możliwość przejścia na stacje Biblioteka imienia Lenina linii Sokolniczeskiej, Arbatskaja linii Arbacko-Pokrowskiej i Aleksandrowskij Sad linii Filowskiej.

## Konstrukcja i wystrój
Jednopoziomowa stacja typu pylonowego z trzema komorami i jednym peronem. Hall stacji wykończono brązowym marmurem i czerwonymi cegłami. Kolumny obłożono białym i brązowym marmurem. Kolorystyka stacji (białe nawy) nawiązuje do Kremla. Na końcu stacji znajduje się panel ku czci przyjaźni narodów sowieckich. Na północnym końcu znajdują się schody ruchome na stację Arbatskaja. Na środku znajdują się schody do podziemnego westybulu, ozdobionego portretem-mozaiką Lenina, skąd można przejść na pozostałe stacje kompleksu.